# FHOD3
Le FHOD3 (pour « formin homology 2 domain containing 3 ») est une protéine de type formine. Son gène, FHOD3 est situé sur le chromosome 18 humain.

## Rôle
Il est exprimé dans le myocarde et permet l'organisation du sarcomère ainsi que le développement cardiaque. L'activité de cette protéine est modulée par une phosphorylation par le ROCK1 ou le CK2. 

## En médecine
Une mutation du gène est responsable de 1 à 2 % des cardiomyopathies hypertrophiques. Des variants sont corrélés à la survenue d'une cardiomyopathie dilatée.